# Сонячне (Івановський район)
Сонячне (рос. Солнечное) — село у Івановському районі Амурської області Російської Федерації. Розташоване на території українського історичного та етнічного краю Зелений Клин.
Входить до складу муніципального утворення Приозерна сільрада. Населення становить 412 осіб (2018).

## Історія
У 1926-1930 роках належало до Івановського району Амурської округи Далекосхідного краю, що належав до районів часткової українізації, в якому мало бути забезпечено обслуговування українського населення його рідною мовою шляхом створення спеціяльних перекладових бюро при виконкомі та господарських організаціях. З 20 жовтня 1932 року ввійшло до складу новоутвореної Амурської області.
З 1 січня 2006 року входить до складу муніципального утворення Приозерна сільрада.